# Pantai Harapanjaya
Pantai Harapanjaya is een bestuurslaag in het regentschap Bekasi van de provincie West-Java, Indonesië. Pantai Harapanjaya telt 6172 inwoners (volkstelling 2010).